# 리디노미네이션
화폐 단위 개혁(貨幣單位改革, 영어: redenomination 리디노미네이션[*])은 유통되는 지폐와 동전의 액면가를 바꾸는 과정이다. 리디노미네이션은 인플레이션으로 화폐단위가 너무 작아져서 화폐의 큰 액면만 유통되고 있기 때문에 시행될 수도 있다. 이 경우 화폐의 명칭을 변경하거나 "신(新)"과 같은 임시 수식 어구를 사용하여 원래 명칭을 사용할 수 있다. 리디노미네이션은 유로와 같은 새로운 통화로 바꾸거나 십진법화 기간 동안 다른 이유로 수행될 수 있다.

## 인플레이션
일반적으로, 리디노미네이션은 상품과 서비스의 명목가격이 점진적으로 상승해 현지 시장에서 화폐단위의 실질가치를 떨어뜨리는 초인플레이션에 대응해 시행된다. 시간이 지남에 따라 가격이 지나치게 커지는데, 이는 지폐 더미의 위험과 불편함 또는 현금 자동 입출금기(ATM)와 같은 시스템에 대한 부담 때문에 또는 인간의 심리가 많은 수의 지폐를 잘 처리하지 못하기 때문에 일상적인 거래를 방해할 수 있다. 당국은 화폐 단위 개혁을 통해 이 문제를 완화시킬 수 있다.: 오래된 단위를 대체하는 새로운 단위를 도입하고, 고정된 수의 오래된 단위를 새로운 단위로 전환한다. 만약 인플레이션이 리디노미네이션의 이유라면, 이 비율은 1보다 훨씬 크며, 보통 100, 1000, 100만과 같은 양의 적분 거듭제곱이 되고, 이 절차를 "0들을 자르는 것"이라고 할 수 있다.

## 같이 보기
- 십진법화
- 디노미네이션
- 평가절하
- 초인플레이션
- 인플레이션